# Guy Sloux
Fernand Yves Germain Henry dit Guy Sloux est un acteur français né à Tunis le 19 mai 1902 et mort en 1989.

## Biographie
On sait peu de choses sur Guy Sloux en particulier sur les circonstances de son départ de Tunisie et de son arrivée à Paris vraisemblablement après la fin de la première guerre mondiale, mais également sur sa formation d'acteur de théâtre à partir de 1925 et de cinéma avec l'arrivée du parlant en 1931. 
On sait seulement qu'il habitait dans les années 1930 au 16, rue Monsieur-le-Prince dans le 6e arrondissement selon l'annuaire Le Tout-Cinéma pour la saison 1934-1935 et aussi l'année suivante selon le recensement de 1936 où il est enregistré sous son véritable nom avec sa femme l'actrice Jeanne Denis dite Martine Lestac et leur fils Alain âgé de 5 ans.
On perd définitivement sa trace après un dernier rôle au cinéma dans le film Le Merle blanc de Jacques Houssin sorti en décembre 1944. Il avait alors 42 ans.

## Filmographie
- 1931 : Calais-Douvres d'Anatole Litvak et Jean Boyer : Rheinländer, le chef d'équipage
- 1931 : Ronny de Reinhold Schünzel et Roger Le Bon : Bomboni
- 1931 : Prisonnier de mon cœur de Jean Tarride
- 1932 : Un fils d'Amérique de Carmine Gallone : Guy Dupont
- 1932 : Le Roi des palaces / Le roi du Palace Hôtel de Carmine Gallone : Teddy Smith
- 1932 : Madame ne veut pas d'enfants de Hans Steinhoff et Constantin Landau : Adolphe
- 1932 : Attendez, chauffeur ! / Attendez-moi, chauffeur !, film d'un réalisateur anonyme, scénario de Jean Guitton
- 1933 : Cent Mille Francs pour un baiser / Pourquoi pas ? d'Hubert Bourlon et Georges Delance : Roger
- 1933 : D'amour et d'eau fraîche de Félix Gandéra
- 1933 : Caprice de princesse de Karl Hartl et Henri-Georges Clouzot : Paul
- 1933 : Vive la compagnie ! de Claude Moulins : Fred
- 1933 : Les Deux Canards d'Erich Schmidt
- 1934 : Un tour de cochon de Joseph Tzipine
- 1934 : Antonia, romance hongroise de Jean Boyer et Max Neufeld : Lieutenant Johnny
- 1934 : Le Secret des Woronzeff d'Arthur Robison et André Beucler
- 1935 : Les Yeux noirs de Victor Tourjansky : le fêtard
- 1935 : L'Équipage d'Anatole Litvak : Michel
- 1935 : Vogue, mon cœur de Jacques Daroy : Aimé
- 1936 : Les Mutinés de l'Elseneur de Pierre Chenal : le secrétaire
- 1936 : Samson de Maurice Tourneur
- 1936 : La Brigade en jupons de Jean de Limur : Anatole
- 1936 : La Porte du large de Marcel L'Herbier : Pivert
- 1937 : Le Tigre du Bengale de Richard Eichberg
- 1937 : Le Tombeau hindou de Richard Eichberg
- 1938 : Lumières de Paris de Richard Pottier : le manager
- 1938 : Remontons les Champs-Élysées de Sacha Guitry et Robert Bibal : un valet
- 1938 : Trois Valses de Ludwig Berger : Antoine
- 1938 : Le Lancier du Bengale de Richard Eichberg
- 1941 : Ce n'est pas moi de Jacques de Baroncelli : Leclerc
- 1941 : La Maison des sept jeunes filles d'Albert Valentin
- 1942 : L'assassin habite... au 21 d'Henri-Georges Clouzot : Bob Destirac, le journaliste assassiné (non crédité)
- 1942 : La Fausse Maîtresse d'André Cayatte : Sanitier (non crédité)
- 1943 : Feu Nicolas de Jacques Houssin : l'acteur
- 1944 : Le Merle blanc de Jacques Houssin : monsieur Bien

## Théâtre
- 1925 : Le Monsieur de 5 heures, comédie en 3 actes de Pierre Véber et Maurice Hennequin, au Grand-Théâtre de Lausanne (24 février) : Savinien La Chambolle[5]
- 1926 : Trois jeunes filles nues, comédie musicale en 3 actes d'yves Mirande et Albert Willemetz, musique de Raoul Moretti, mise en scène d'Edmond Roze, au théâtre des Bouffes-Parisiens (22 octobre) : le compère
- 1929 : Une balle perdue, comédie en un acte de Marcel Achard, mise en scène de Jacques Albert, au théâtre Saint-Georges (28 mars) : Lui[6]
- 1929 : Printemps, comédie en un acte de Bernard Zimmer au théâtre Saint-Georges (28 mars) : un client
- 1929 : La Vérité, pièce de Pierre Wolff, au théâtre Saint-Georges (18 mai)
- 1929 : Les Joyeuses commères de Windsor, comédie en 3 parties, 5 actes et 20 tableaux de Shakespeare, adaptation française de Bernard Zimmer, musique de Georges Auric, mise en scène de René Rocher, au théâtre Antoine (15 octobre) : Sir Hughes Evans
- 1929 : Durand, bijoutier, pièce de Léopold Marchand, au théâtre Saint-Georges 5 décembre) : un gigolo
- 1930 : Prisonnier de mon coeur, comédie en 3 actes de Marcel Espiau et Paul Gordeaux, au théâtre des Mathurins (6 avril) : Isidore
- 1930 : Made in England, comédie en 3 actes et 4 tableaux de Jean de Létraz et Suzette Desty, au théâtre des Mathurins (16 juillet) : Samuel Cracker
- 1930 : Coeur, comédie en 4 actes et 5 tableaux d'Henri Duvernois, mise en scène de Régina Camier, au théâtre des Nouveautés (1er octobre) : Chellion
- 1930 : Femme de Minuit, opérette en 3 actes d'André Barde, musique de Raoul Moretti, au théâtre des Nouveautés (12 décembre) : Charlie
- 1931 : Moineau, opérette en 3 actes de Pierre Wolff et Henri Duvernois, musique de Louis Beydts, au théâtre Marigny (20 mars) : Félix
- 1931 : Le Coucher de la mariée, comédie en 3 actes de Félix Gandéra, au théâtre de l'Athénée (21 juin)
- 1931 : Encore 50 centimes, opérette en 3 actes d'André Barde, musique d'Henri Christiné et Maurice Yvain, au théâtre des Nouveautés (19 septembre) : Picassette
- 1934 : Mitzi-Mitzou, opérette en 3 actes, livret de Jean de Létraz, musique de Bert Reisfeld et Rolf Marbot, au théâtre des Capucines (13 avril) : le détective Lariflette
- 1935 : La Folie d'amour, revue en 50 tableaux de Maurice Hermite et Géo Charley, aux Folies Bergère (12 novembre)